# Солодушка сніжно-біла
Солодушка сніжно-біла (Hedysarum candidum) — вид рослин із родини бобових (Fabaceae).

## Біоморфологічна характеристика
Це багаторічна рослина 15–30 см заввишки. Листочки зверху сріблясті від запушення. Чашечка майже рівна віночку, човник віночка перевищує його прапор. Боби сітчасто-зморшкуваті. Період цвітіння: травень — липень.

## Середовище проживання
Зростає у Криму й на Північному Кавказі.
В Україні вид зростає на крейдяних та вапнякових схилах — у Криму